# Clemens Arnold
Clemens Arnold (* 31. August 1978 in Melbourne) ist ein ehemaliger deutscher Hockeyspieler, der 2002 Torwart der Weltmeistermannschaft war.

## Werdegang
Clemens Arnold ist in Australien geboren, kehrte aber im Alter von anderthalb Jahren nach Deutschland zurück. Seine Vereinskarriere begann beim HC Heidelberg. Mit dem Harvestehuder THC wurde Clemens Arnold 2000 Deutscher Meister. Später war er für den Dürkheimer HC und für den Gladbacher HTC aktiv.
1997 erreichte er mit der deutschen Juniorennationalmannschaft den dritten Platz bei der Juniorenweltmeisterschaft, 1998 gewann er mit der deutschen Mannschaft die Junioreneuropameisterschaft. Bereits 1997 debütierte er in der deutschen Hockeynationalmannschaft, mit der er 1999 Europameister wurde. 2000 belegte er mit der deutschen Mannschaft den zweiten Platz bei der FIH Champions Trophy. Bei den Olympischen Spielen 2000 belegte die deutsche Mannschaft den fünften Platz. War Clemens Arnold bis 2000 Ersatztorwart für Christopher Reitz, so stieg er ab 2001 zum Stammtorwart der deutschen Mannschaft auf. 2001 siegte er mit der Mannschaft bei der Halleneuropameisterschaft und bei der Champions Trophy. Bei der Weltmeisterschaft 2002 in Kuala Lumpur war er der Rückhalt der deutschen Mannschaft, die erstmals den Weltmeistertitel gewinnen konnte.
Dafür erhielt er mit anderen Spielern der Nationalmannschaft (z. B. Björn Emmerling, Philipp Crone) das Silberne Lorbeerblatt.
Bei der Champions Trophy 2002 belegte die deutsche Mannschaft den zweiten Platz. 2003 wurde Arnold zum zweiten Mal Europameister, wobei das Finale gegen Spanien erst im Neunmeterschießen entschieden wurde. Zum Abschluss seiner internationalen Karriere gewann Clemens Arnold bei den Olympischen Spielen 2004 die Bronzemedaille. Insgesamt hütete Clemens Arnold in 150 Länderspielen das deutsche Tor, davon drei in der Halle.
Neben seiner sportlichen Karriere absolvierte Clemens Arnold ein Studium der Luft- und Raumfahrttechnik.